# Euptychia euphares
Euptychia euphares är en fjärilsart som beskrevs av Köhler 1935. Euptychia euphares ingår i släktet Euptychia och familjen praktfjärilar. Inga underarter finns listade i Catalogue of Life.